# Yahualica de González Gallo
Yahualica de González Gallo là một đô thị thuộc bang Jalisco, México. Năm 2005, dân số của đô thị này là 22920 người.